# Seljúcides de Kirman

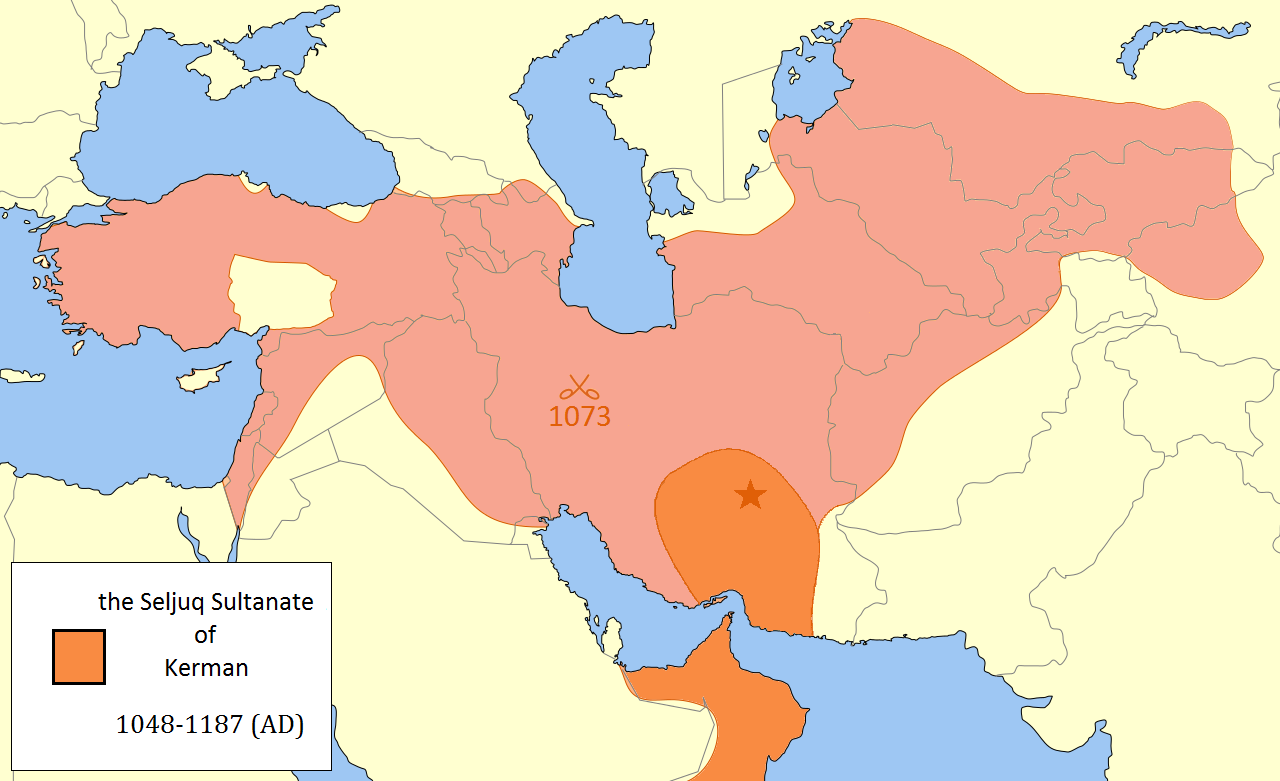
Territori del sultanat de Kerman.

La dinastia seljúcida de Kirman fou una nissaga que va governar Kirman entre el 1048 i el 1187. La va fundar Kawurd ibn Txaghri Beg Dawud.
Els orígens de la dominació seljúcida al Kirman són molt foscos i els diferents historiadors presenten relacions que divergeixen notablement; la història local de Kirman de Muhammad ibn Ibrahim, que estaria millor informada, manca d'algunes pàgines. Se sap que els Ilyàsides van governar al Kirman vers 933-968, però fins vers el 937 no es va imposar als buwàyhides que finalment, sota Àdud-ad-Dawla, van tornar a dominar Kirman. Va quedar unida al domini buwàyhida del Fars fins al 1012 i després hi va governar un príncep buwàyhida (Abu-l-Fawaris Qawam-ad-Dawla del 1012 al 1028) passant llavors a Marzuban Abu-Kalijar Imad-ad-Din (que governava a Fars) del 1028 a vers el 1048. Després de la conquesta seljúcida del Khurasan als gaznèvides que va seguir la batalla de Dandankan (o Dandanakan) del 23 de maig de 1040, grups oghuz van començar a baixar al Kirman a través de Kuhistan i Tabas; el primer atac seriós es va produir contra la capital Bardasir o Kirman el 1042/1043 i fou rebutjat pel visir d'Abu-Kalijar, Muhàddhib-ad-Dawla Hibat-Al·lah al-Fassawí; aquesta incursió estaria manada per Ibrahim Inal o per Kawurd ibn Txaghri Beg Dawud. El 1048 es va revoltar el governador de Bardasir o Kirman, el daylamita Bahram ibn Lashkari o Lahkar i va entregar la ciutat a Kawurd que operava a la zona.
Kawrud fou succeït pel seu fill Kirman Shah; el seu germà Rukn-ad-Dawla Sultan-xah que havia estat capturat amb el seu pare, va fugir i es va presentar a Kirman on justament havia mort el seu germà i fou reconegut. Malik Shah I va assetjar Bardsir (Kerman ciutat) però va desistir al cap de 17 dies i va retornar a Esfahan. Husayn Umar que s'esmenta en aquest temps, era el fill de Kirman Shah, nominalment associat al poder.
El 1084 va morir Sultan Shah i el va succeir el seu germà Turan Shah amb un regnat tranquil trencat únicament per una incursió a Fars el 1094. A la seva mort el 1096 el va substituir el seu fill Iran Shah que va tenir simpaties ismaïlites; els amirs van recórrer al shaykh al-Islam i el cadi Jamal-ad-Din Abu-l-Maali va emetre una fàtua que autoritzava la seva mort. Iran Shah va fugir però fou atrapat i mort i el va succeir Arslan Shah, fill de Kirman Shah (octubre de 1101) sota el qual la dinastia va arribar al seu àpex.
Va regnar 42 anys i tenia comandants militars (shina) a Oman a més de governar el Kirman. Va atcar Fars, va derrotar a Čawli Sakao el 1114/1115 i a la mort de Sakao el 1116/1117 el sultà Muhàmmad ibn Màlik-Xah, que havia donat la mà d'una filla a Arslan Shah, va considerar l'amenaça sobre el Fars seriosa però la seva mort (1118) li va impedir actuar. Després va entrar en conflicte amb Alà-ad-Dawla de Yedz i Bahram Shah ibn Masud li va demanar ajut després d'haver estat derrotat pel seu germà Arslanshah, ajut que li va refusar.
El 1142 Muhammad ibn Arslan Shah va enderrocar al seu pare, ja molt vell, eliminant també al fill Kirman Shah, designat hereu. Muhammad va desenvolupar els serveis d'informació i va dominar Tabas. El 1156 el va succeir el seu fill Tughril Shah, sota el qual els costums van entrar en decadència però encara era un territori amb camins segurs i relativament pròsper.
Cap al final el poder fou exercit de fet per l'atabeg Muàyyid-ad-Din Rayhan, que a la mort de Tughril va posar al tron al seu fill Bahram Shah (1169/1170). Un germà, Arslan Shah li va disputar el poder; després un altre germà, Turan Shah va demanar l'ajut de l'atabeg zengita de Fars i va avançar cap a Sirdjan però fou rebutjat per Arslan, mentre Bahram s'havia dirigit al Khurasan per demanar ajut al cap dels oghuz Malik Muayyid. Turan Shah ho va tornar a provar i fou rebutjat altre cop. Bahram, amb reforços de Malik Muayyid, va poder ocupar Djiruft el 1071 i expulsar a Arslan. Van seguir uns anys de misèria sobretot a la capital Bardsir i el 1073 Arslan Shah, ara sostingut pel sultà Arslan Shah ibn Toghrul (1161–1174) va tornar a Bardsir i va assetjar a Bahram Shah i el va obligar a fer la pau. Bardsir, Sirdjan, Djiruft i Khabis van anar a mans d'Arslan Shah i Bam i la regió de Makran a Bahram Shah. La pau no va durar i el 1074 Bahram Shah va reconquerir Bardsir, però va morir el mateix any; els disturbis van augmentar, i els amirs i atabegs tenien el paper principal.
Arslan es va poder imposar per uns mesos però el 1175 o 1176 fou derrotat per Turan Shah; la província va entrar en decadència amb una economia miserable i uns pagesos empobrits, i la població angoixada pels impostos. El 1179 Turan Shah va expulsar els oghuz de Sarakhs i uns cinc mil es van establir a Kubinan i van saquejar la regió arribant fins a Zarand i Baghin. L'atabeg Tekelle de Fars va enviar un exèrcit que es va unir a les forces de Turan Shah, però foren derrotats el 1180. La fam es va estendre especialment a Bardsir, mentre els oghuz s'estenien pel garmsir (el districte costaner) saquejant i devastant.
L'hivern del 1081-1082 els oghuz es van establir a la terra decidits a cultivar-la (a Djiruft i Narmashir) i van tractar millor als camperols (bazyar); el botí que havien fet fou acumulat al garmsir i al sardsir (les terres interiors); algunes fortaleses ocupades per turcs seljúcides; el sardsir estava encara en mans dels seljúcides de Kirman; el 1083 o 1084 Turan Shah fou mort per un grup d'amirs que van treure de la presó a Muhammad ibn Bahram Shah (hi havia estat tancat en ser enderrocat el seu pare el 1175) i el van posar al tron. El 1184-1185 la fam tornava a Bardsir.
El 1185/1186 va arribar al país (a Rawar i Khabis) el cap oghuz Malik Dinar, procedent del Khurasan, amb 80 homes i es va unir als ghuz a Narmashir; els 300 homes enviats des de Bardsir no es van atrevir a lluitar i Malik Dinar es va establir al districte de Djiruft i es va proclamar sobirà fent pronunciar la khutba al seu nom i encunyant moneda. El juliol o agost de 1186 es va dirigir a Bardsir però com que no hi havia pastures va desistir, però el 1187 hi va tornar. La ciutat es va rendir l'11 de setembre de 1187.

## Llista d'emirs seljúcides de Kirman
- Qawurd 1041–1073
- Kirman Xah ibn Kawurd 1073–1074
- Sultan Xah ibn Kawurd 1074–1075
- Hussain Úmar ibn Kirman Xah 1075–1084
- Turan Xah I ibn Kawurd 1084–1096
- Iran Xah ibn Turan Xah 1096–1101
- Arslan Xah I ibn Kirman Xah 1101–1142
- Muhàmmad ibn Arslan Xah 1142–1156
- Toghrul Xah ibn Muhàmmad 1156–1169
- Bahram-Xah ibn Toghrul Xah 1169–1174
- Arslan Xah II ibn Togrul Xah 1174–1176
- Turan-Xah II ibn Toghrul-Xah 1176–1183
- Muhàmmad Xah ibn Bahram Xah 1183–1187
- Màlik Dinar, cap oghuz, usurpador, 1187-1196
- Coràsmia 1194-1221
- Mongols 1221
- Kuthlughkhànides 1222-1308
- Muzaffàrides 1308-1391
- a Tamerlà 1391

## Nota
1. ↑  Ibn al-Athir IX, 349 i 350